# Lafayette Rodrigues Pereira
Lafayette Rodrigues Pereira (Queluz, 28 de março de 1834 — Rio de Janeiro, 29 de janeiro de 1917), mais conhecido como Conselheiro Lafayette, foi um jurista, proprietário rural, advogado, jornalista, diplomata e político brasileiro.
Foi primeiro-ministro do Brasil, de 24 de maio de 1883 a 6 de junho de 1884 (ver Gabinete Lafayette). Destacou-se por suas obras de direito denominadas Direito de Família e Direito das Coisas.

## Biografia
Nasceu no município atualmente chamado de Conselheiro Lafaiete, que então se chamava Queluz. Era filho do barão de Pouso Alegre, Antônio Rodrigues Pereira, e de Clara Lima Rodrigues, baronesa de Pouso Alegre. Era sobrinho de Alcides Rodrigues Pereira, barão de Lamim. Sua família era dona da histórica Fazenda dos Macacos, em Conselheiro Lafaiete, Minas Gerais. 
Completos os estudos primários e secundários, partiu para São Paulo, matriculando-se na Faculdade de Direito em 1853. Como está registrado no ofício enviado pelo diretor da Faculdade, dr. Manuel Joaquim do Amaral Gurgel, ao ministro do Império, conselheiro Luís Pedreira do Couto Ferraz, Lafayette era o melhor estudante da turma, na qual figurava, entre outros nomes, o de Paulino José Soares de Sousa. 
Ao chegar ao terceiro ano do curso, foi escolhido presidente efetivo do Ensaio Filosófico, colaborando na revista dessa associação.
Ao término dos estudos, em 1857, com vinte e três anos, partiu para Ouro Preto, onde foi promotor público. Porém, no ano seguinte, já havia se mudado para a capital do Império. Foi trabalhar a princípio nos escritórios de advocacia de Andrade Figueira e Teixeira de Freitas. 

### Jornalismo
Durante seu tempo de advocacia e política, dedicou-se também ao jornalismo. 
Fundou, com Pedro Luís e Flávio Farnese, o "Atualidade", jornal em que escreveu excelentes artigos, de 1858 a 1860. Esse órgão da imprensa carioca distinguiu-se entre os demais por sua feição política e literária e por adiantado liberalismo.
Nos anos seguintes, foi redator dos jornais "Le Brésil", "A Opinião Liberal" (1866), "Diário do Povo" (1866) e "A República" (de 1870 a 1874).  

### Atividades políticas
Exerceu a presidência das províncias do Ceará (1864-65) e a do Maranhão (1865-66).

#### Envolvimento com republicanos
Em 1868, o visconde de Itaboraí ascendeu ao Conselho da Coroa, fato que determinou novos rumos no cenário político brasileiro. Uma facção dos antigos Progressistas e dos Liberais históricos passou a buscar a solução da República. 
Em 3 de dezembro de 1870 foi publicado no primeiro número do jornal "A República" o Manifesto Republicano redigido por Quintino Bocaiuva. Lafayette era a esse tempo o redator do jornal "A República" e aparecia como um dos seus signatários. Tendo já sido presidente das províncias do Ceará e Maranhão, Lafayette era um dos mais importantes signatários do documento. Posteriormente, afirmou que não tinha assinado pessoalmente o Manifesto Republicano, tendo apenas comparecido a uma primeira reunião em que assentaram as bases para criação do Clube Republicano. Entretanto, nesta mesma reunião, foi aclamado secretário da nova agremiação política. 

#### Alinhamento com a monarquia
Em 1878, Lafayette aceitou ser ministro de Justiça do Gabinete Sinimbu. Como era conhecido por suas simpatias republicanas, a sua atitude contraditória foi criticada no Senado e na Câmara. Lafayette defendeu-se explicando as razões pelas quais aceitou fazer parte do Ministério. Nesse episódio político, como em outros posteriores, Lafayette reafirmou-se, nas suas réplicas, como formidável orador e ironista incomparável. 
O gabinete Sinimbu com Lafayette como ministro da Justiça começou a governar em 5 de Janeiro de 1878.
Em 1879, o eleitorado mineiro colocou o seu nome na lista tríplice em que D. Pedro II deveria escolher um senador. Embora não fosse o mais votado da lista, o imperador escolheu o ministro Lafayette, vindo a sua nomeação em 22 de novembro de 1879. Lafayette "escorregava para cima", diziam os adversários políticos. 

#### Presidente do Conselho de Ministros
Em 24 de maio de 1883, a convite do Imperador, o senador Lafayette organizou o seguinte gabinete no qual ele era o presidente do Conselho (Primeiro-ministro) e ministro da Fazenda: 
- Ministro dos Negócios do Império: Francisco Antunes Maciel;
- Ministro da Justiça: Francisco Prisco de Sousa Paraíso;
- Ministro dos Estrangeiros: Francisco de Carvalho Soares Brandão;
- Ministro da Marinha: Antônio de Almeida e Oliveira;
- Ministro da Guerra: Antônio Joaquim Rodrigues Júnior;
- Ministro da Agricultura, Comércio e Obras Públicas: Afonso Pena (futuro presidente da República).

O gabinete Lafayette teve duração de um ano e doze dias, e foi marcado, sobretudo, por fatos da chamada Questão Militar, pela qual o ministro da Guerra, Rodrigues Júnior, foi obrigado a afastar-se do cargo. 
Em 6 de junho de 1884, o gabinete Lafayette foi substituído pelo gabinete Dantas. Lafayette passou então a servir ao Brasil em outros setores: como senador, conselheiro de Estado, diplomata e, sobretudo, grande jurista e escritor que sempre fora.

### Atividades diplomáticas
Em 1885 foi nomeado ministro em missão especial no Chile, para servir de árbitro nas reclamações italianas, inglesas e francesas motivadas pela Guerra do Pacífico entre o Chile, de um lado, e o Peru e a Bolívia, do outro. O Imperador o designou, em 30 de maio de 1885, chegando a Santiago convidou a todos os árbitros a aceitar em forma legal as normas processuais básicas, redigiu um regulamento básico de provas e conseguiu que todos as nações contendoras com ele assentissem.
Segundo Mario Barros Van Buren "Se se comparar o trabalho dos tribunais arbitrais que funcionaram no Chile com todos os processos por dívidas e indenizações que se conheciam na América, realmente pode-se dizer que o Chile obteve um precedente e um costume jurídico de relevo internacional. Foi tratado no mesmo nível que uma potência européia e os seus pontos de vista, nem sempre fáceis foram respeitados. Isto pode parecer lógico nos dias de hoje, mas foi um grande triunfo em 1882 e um caso muito raro na história diplomática do continente, para isto contribuiu o prestígio e a inteligência verdadeiramente notáveis, do árbitro Rodrigues Pereira".
Em 1889, foi de novo acreditado ministro em missão especial, de parceria com Amaral Valente e Salvador de Mendonça, na delegação do Brasil à primeira Conferência Internacional Americana. Abandonou o posto em 17 de novembro de 1889 por não aceitar a renovação dos seus poderes pelo Governo Provisório da República recém-proclamada. Deixou, dessa forma, de assinar os atos finais que criaram a União Internacional das Repúblicas Americanas, depois União Pan-americana.

### Últimos anos
Devido às suas obras de Direito, foi eleito em 1908 para ocupar a cadeira 23 da Academia Brasileira de Letras, a qual tinha sido ocupada anteriormente por Machado de Assis.
Sua filha, Corina Lafayette, casou-se com José Bonifácio de Andrada e Silva, da família do Patriarca da Independência, e que se tornaria um importante diplomata brasileiro; e sua filha Sylvia casou-se com Gustavo de Sousa Bandeira, filho do jurista e Acadêmico João Carneiro de Sousa Bandeira (1865-1917), que era filho de Antonio Herculano de Sousa Bandeira, jurista, escritor, professor da Faculdade de Direito do Recife e Deputado Geral, e avô do poeta Manuel Bandeira 
Morreu em 1917. Suas cinzas foram levadas para repousar ao lado dos restos mortais de seus pais, sepultados na igreja matriz de Nossa Senhora da Conceição, localizada na praça Barão de Queluz, centro de Conselheiro Lafaiete, Minas Gerais.
O Forum de Belo Horizonte leva o seu nome e também no Município de Barretos/SP, foi dado o nome de "Fórum Conselheiro Lafayete" à sede do Poder Judiciário na cidade, em homenagem aos relevantes trabalhos jurídicos impetrados pelo mesmo em favor da classe em todo país.